# Paracullia corti
Paracullia corti är en fjärilsart som beskrevs av Köhler 1952. Paracullia corti ingår i släktet Paracullia och familjen nattflyn. Inga underarter finns listade i Catalogue of Life.